# Уулуърт Билдинг
Уулуърт Билдинг, е небостъргач включващ в себе си 6 сгради, един от най-старите съществуващи в света. Намира се в Ню Йорк, САЩ. Повече от 90 години след построяването си, той е все още в класацията на най-високите сгради в Съединени американски щати.
Проектиран е в готически стил от архитекта Кас Гилберт и е собственост на Франк Уулуърт, строежът е започнат е през 1910 година. Намира се срещу кметството на Ню Йорк на улица Бъркли стрийт в Южен Манхатън. Открита е на 24 април 1913 година. Първоначалната идея е за 190,5 метра висока сграда, но впоследствие достига 241 метра и 60 етажа. Стойността ѝ е 13 500 000 долара, които Уулуърт плаща в брой.
Небостъргачът остава собственост на фамилията Уулуърлд в продължение на 85 години до 1998 година, когато е продаден Уиткоф Груп за 155 млн. долара.
След атентатите на 11 септември 2001 година сградата има частични разрушения и в продължение на няколко седмици е без електричество, вода и телефони.

## Снимки
- „Уулуърт Билдинг“
- Сред облаците
- Детайли